# Персанов Леонтій Іванович
Леонтій Іванович Персанов (нар. 1840, Новосерпухів пом. серпень 1867, Новосерпухів) — український живописець.

## Біографія
Народився у 1840 році в слободі Новосерпухові (тепер місто Балаклія Харківської області, Україна). Навчався у Івана Бунакова в Чугуєві, пізніше — в Петербурзькій академії мистецтв (1863 року дістав звання некласного художника). Своєю творчістю і досвідом зробив значний вплив на формування Іллі Рєпіна як художника.
Помер у Новосерпухові у серпні 1867 року.

## Твори
Малював портрети, натюрморти, пейзажі. З творів відомі: «Нечитайлов» (1857), «Груші», «Пейзаж», «Нечитайлова», «Яків Логвинов», «Портрет хлопчика на березі річки» (три останні — близько 1860).